# Агуэро, Таисмари
Таисмари Агуэро Лейва Боттеги (исп. Taismary Agüero Leiva Botteghi; род. 5 марта 1977, Санкти-Спиритус) — итальянская волейболистка кубинского происхождения, двукратная олимпийская чемпионка, чемпионка мира и Европы.
Таисмари Агуэро — одна из наиболее универсальных волейболисток современности. В начале карьеры играла в амплуа связующей, но благодаря способности атаковать и блокировать с огромной высоты (несмотря на рост всего 177 см) проявила себя прежде всего как великолепная нападающая, эффективно атакующая едва ли не с любой точки площадки.

## Биография
Таисмари Агуэро начала заниматься волейболом в возрасте 8 лет. В 1993 году, выступая за молодёжную сборную Кубы, выиграла чемпионат мира в Бразилии и дебютировала во взрослой сборной страны. В составе национальной кубинской сборной Таисмари Агуэро дважды становилась чемпионкой Олимпийских игр (в Атланте-1996 и Сиднее-2000), побеждала на чемпионате мира-1998 и в двух розыгрышах Кубка мира (1995 и 1999).
В 1998 году, после победы на чемпионате мира, кубинские власти предоставили возможность Агуэро подписать контракт с зарубежным клубом. Кубинка в течение двух сезонов выступала за «Перуджу», с которой стала обладательницей Кубка Италии и Кубка Кубков.
Сезон-2000/01 Агуэро провела на Кубе, но летом 2001 года во время традиционного турнира Montreux Volley Masters в Швейцарии она покинула расположение сборной Кубы и попросила политическое убежище в Италии. Несмотря на протесты Федерации волейбола Кубы, FIVB разрешила Агуэро играть в международных турнирах. В течение четырёх сезонов она защищала цвета «Перуджи», дважды становилась чемпионкой Италии, побеждала в Кубке CEV, а в 2005—2007 годах играла в клубе «Азистел» (Новара) и тоже успешно: в марте 2006-го в финале Кубка Top Teams, проходившем в Москве, команда Агуэро в трёх партиях обыграла московское «Динамо», а сама кубинка стала самым результативным игроком «Финала четырёх» и получила приз MVP турнира.
В декабре 2006 года Агуэро после свадьбы с Алессио Боттеги приняла итальянское гражданство и летом 2007-го, после семилетнего перерыва в играх за национальные сборные, дебютировала в составе «Скуадры Адзурры» на турнире Гран-при. Экс-кубинка сразу стала одним из главных действующих лиц команды Массимо Барболини, очень уверенно выигравшей чемпионат Европы в Бельгии и Люксембурге. Таисмари Агуэро была признана самым ценным игроком этого первенства. В ноябре сборная Италии также одержала победу на Кубке мира и завоевала путёвку на Олимпийские игры в Пекине. С этого сезона Агуэро начала выступления в клубе «Тюрк Телеком» из Анкары.
Во время Олимпиады в Пекине Таисмари Агуэро впервые с 2001 года предприняла попытку приехать на родину. Узнав о тяжёлой болезни своей матери, 7 августа Агуэро улетела на Кубу, намереваясь возвратиться в Пекин через неделю. Однако попасть на Остров Свободы ей не удалось из-за отсутствия въездных документов и она была вынуждена вернуться в расположение сборной Италии.
В 2009 году Агуэро в составе сборной Италии вновь стала чемпионкой Европы, после чего объявила о завершении выступлений за национальную команду. В 2014 году Марко Бонитта снова включил её в состав «Скуадры Адзурры», но незадолго до старта Гран-при Агуэро покинула сбор, объяснив своё решение желанием уделять больше внимания своему сыну, родившемуся в сентябре 2013 года. Одновременно она расторгла контракт с клубом «Казальмаджоре», однако через три месяца объявила о продолжении карьеры в «Форли».

## Достижения

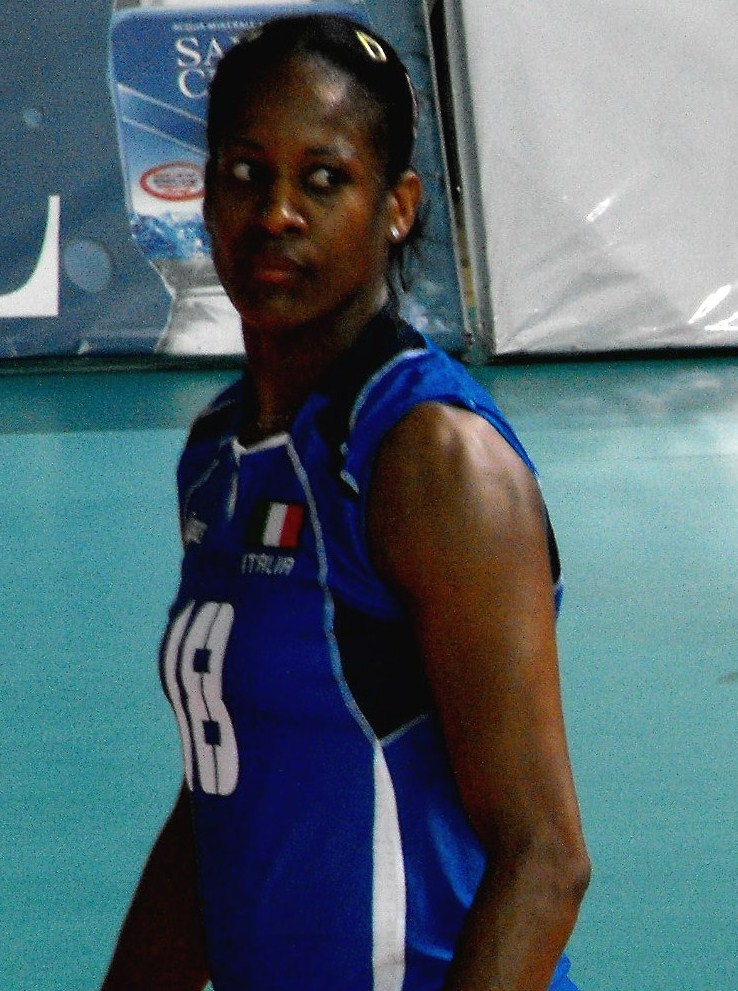

### Со сборной Кубы
- Чемпионка Игр XXVI Олимпиады (1996).
- Чемпионка Игр XXVII Олимпиады (2000).
- Чемпионка мира (1998).
- Серебряный призёр Всемирного Кубка чемпионов (1997).
- 2-кратная победительница Кубка мира (1995, 1999).
- 2-кратная победительница Гран-при (1993, 2000), серебряный (1994, 1996, 1997) и бронзовый (1995, 1998) призёр Гран-при.

### Со сборной Италии
- 2-кратная чемпионка Европы (2007, 2009).
- Победительница Кубка мира (2007).
- Бронзовый призёр Гран-при (2007, 2008).

### В клубной карьере
- 2-кратная чемпионка Италии (2002/03, 2004/05).
- 5-кратная победительница Кубка Италии (1998/99, 2002/03, 2004/05, 2009/10, 2010/11).
- Победительница Суперкубка Италии (2005).
- Победительница Кубка Кубков (1999/2000).
- Победительница Кубка ЕКВ (2004/05).
- Победительница Кубка Top Teams (2005/06).

### Индивидуальные
- MVP и лучшая подающая Кубка мира (1999).
- Самый результативный игрок и лучшая нападающая Гран-при (2007).
- МVP чемпионата Европы (2007).
- MVP и самая результативная «Финала четырёх» Кубка Top Teams-2005/06.